# Guilhac
Guilhac (en francès Guillac) és un municipi francès situat al departament de la Gironda i a la regió de la Nova Aquitània.

## Demografia
| 1962                                       | 1968 | 1975 | 1982 | 1990 | 1999 | 2007 |
| ------------------------------------------ | ---- | ---- | ---- | ---- | ---- | ---- |
| 195                                        | 207  | 167  | 154  | 150  | 157  | 183  |
| Des de 1962: població sense dobles comptes |      |      |      |      |      |      |

## Administració
| Període   | Identitat         | Partit |
| --------- | ----------------- | ------ |
| 2001-2008 | Michel Villeneuve |        |
| 2008-     | Jacky Fromentier  |        |

## Agermanaments
- Tard